# Herbert Tachezi
Herbert Tachezi (* 12. Februar 1930 in Wiener Neustadt; † 9. Dezember 2016 in Klosterneuburg) war ein österreichischer Organist, Cembalist und Komponist.

## Leben
Herbert Tachezi war schon während seiner Schulzeit als Chorleiter und Organist tätig. Nach der Matura im Jahr 1948 studierte er an der Musikakademie Wien (Musikpädagogik, Klavier und Improvisation, Orgel bei Alois Forer, Komposition bei Alfred Uhl und Karl Schiske) und an der Universität Wien (Germanistik). Die Abschlussprüfungen in den Fächern Komposition 1953 und Orgel 1955 bestand er beide „mit Auszeichnung“. Außerdem nahm er Cembalounterricht bei Fritz Neumeyer in Freiburg im Breisgau.
In den Jahren 1952 bis 1967 war Tachezi Musiklehrer an Wiener Gymnasien. Ab dem Jahr 1952 konzertierte er als Organist, Cembalist und Hammerklavierspezialist in ganz Europa und Übersee. Er war Erster Organist der Wiener Hofmusikkapelle, Juror bei internationalen Wettbewerben, Dozent bei internationaler Kursen und von 1963 bis 2010 Cembalist und Organist des von Nikolaus Harnoncourt gegründeten Concentus Musicus Wien.
Seit dem Jahr 1958 lehrte Tachezi an der Musikhochschule in Wien. Im Jahr 1967 erhielt er dort eine L1-Professur. Ab dem Jahr 1972 hatte er eine außerordentliche Professur und von 1977 bis 1998 eine ordentliche Professur für Satzlehre und Orgel inne.
Der Cellist Herwig Tachezi und der Geiger Christian Tachezi sind seine Söhne. Der Cellist Wilfried Tachezi ist sein Bruder.

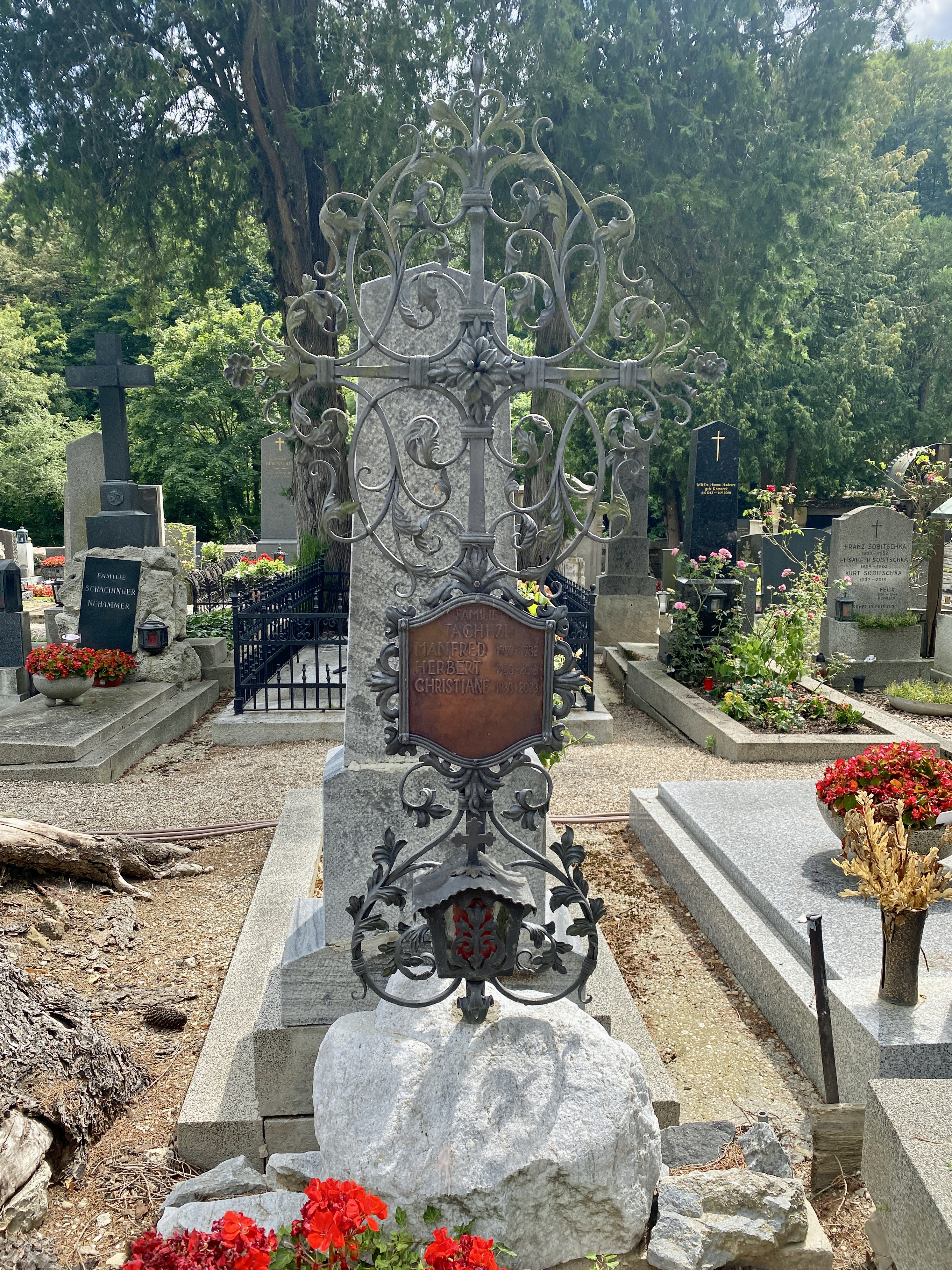
Grab von Herbert Tachezi

Herbert Tachezi wurde auf dem Weidlinger Friedhof in Klosterneuburg bestattet.

## Ehrungen
- 1963: Förderungspreis des Wiener Kunstfonds
- 1965: Theodor-Körner-Preis
- 1989: Ehrenkreuz für Wissenschaft und Kunst I. Klasse
- 1990: Goldenes Ehrenzeichen für Verdienste um das Land Wien
- 1955 und 1958: Preise bei Orgelwettbewerben in Genf und Innsbruck
- mehrere Schallplattenpreise

## Werke (Auswahl)

### Ensemblemusik
- Rondo – für Violoncello und Klavier (1951)[5]
- Jazzfantasie – für Trompete und Orgel (1999)[5]
- 5 Pezzi brevi für 2 Klaviere (2005)[5]

### Vokalmusik
- Kleine Kantate – Madrigal für gemischten Chor (1951)[5]
- Mein jungfrisch Herz – Madrigal für gemischten Chor (1953)[5]
- Theorie und Praxis – Madrigal für gemischten Chor (1953)[5]
- Geistliches Lied – Madrigal für gemischten Chor, Text: Georg Trakl (1955)[5]
- Verklärter Herbst – Madrigal für gemischten Chor, Text: Georg Trakl (1955)[5]

### Geistliche Musik
- Proprium der 3. Weihnachtsmesse (1950)[5]
- Puer natus in Bethlehem – Madrigal für gemischten Chor (1950)[5]
- Ein ander christlich Lied auf die Weihnachten – Madrigal für gemischten Chor (1953)[5]
- Ordinarium – nach gregorianischen Motiven für gemischten Chor und Orgel (1970)[5]
- Dies irae – Fantasia sopra sequentia (1985)[5]
- Lauda Sion, Salvatorem – Für gemischten Chor, Sopran und Orgel (1993)[5]
- O lieber Jesu – Lied für Sopran und Orgel (1994)[5]